# Greater Hume Shire
Koordinaten: 35° 42′ S, 147° 19′ O

Das Shire of Greater Hume ist ein lokales Verwaltungsgebiet (LGA) im australischen Bundesstaat New South Wales. Das Gebiet ist 5.749,5 km² groß und hat etwa 11.200 Einwohner.
Greater Hume liegt an der Südgrenze des Staates zu Victoria am Murray River etwa 280 km südwestlich der australischen Hauptstadt Canberra und 385 km nordöstlich der Metropole Melbourne. Das Gebiet umfasst 34 Ortsteile und Ortschaften: Bowna, Brocklesby, Bungowannah, Burrumbuttock, Cookardinia, Culcairn, Gerogery, Glenellen, Goombargana, Holbrook, Lankeys Creek, Little Billabong, Moorwatha, Morven, Mountain Creek, Mullengandra, Talmalmo, Walbundrie, Walla Walla, Wantagong, Woomargama, Wymah, Yarara und Teile von Alma Park, Balldale, Carabost, Coppabella, Henty, Humula, Jindera, Jingellic, Rand, Rosewood und Tabletop. Der Sitz des Shire Councils befindet sich in der Stadt Holbrook im Zentrum der LGA, wo etwa 1.650 Einwohner leben.

## Verwaltung
Der Greater Hume Shire Council hat neun Mitglieder, die von den Bewohnern der drei Wards gewählt werden (je drei aus East, North und South Ward). Diese drei Bezirke sind unabhängig von den Ortschaften festgelegt. Aus dem Kreis der Councillor rekrutiert sich auch der Mayor (Bürgermeister) des Councils.